# Giorgio Francia

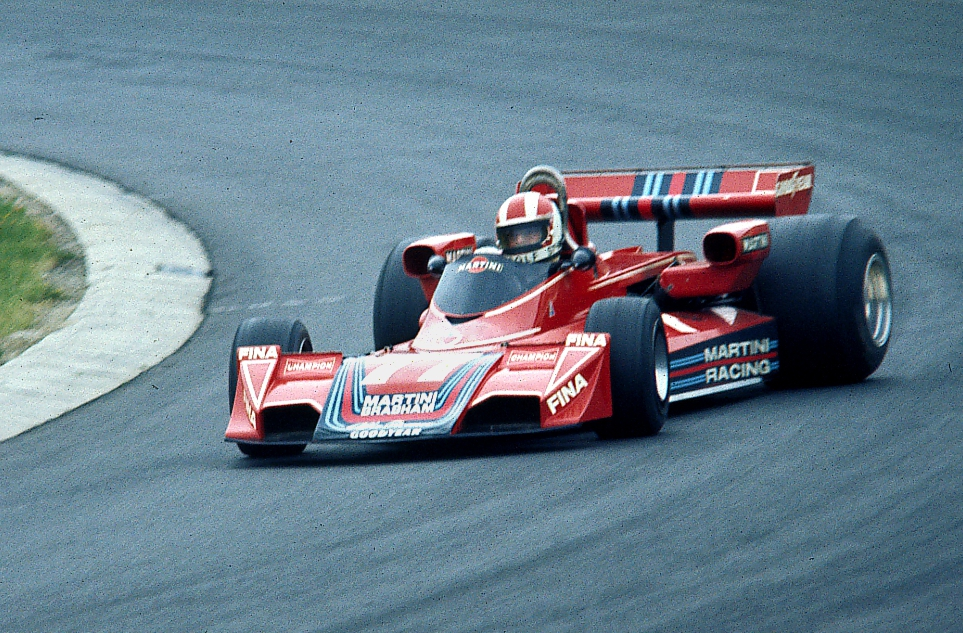
Francia in 1976

Giorgio Francia (Bologna, 8 november 1947) is een voormalig Formule 1-coureur uit Italië. Hij werd ingeschreven voor 2 Grands Prix; de Grand Prix van Italië van 1977 voor het team Brabham en de Grand Prix van Spanje van 1981 voor het team Osella. Hij wist zich beide keren niet te kwalificeren.